# Olympische Sommerspiele 2020/Gewichtheben – Federgewicht (Frauen)
Das Gewichtheben der Frauen in der Klasse bis 55 kg (Federgewicht) bei den Olympischen Sommerspielen 2020 in Tokio fand am 26. Juli 2021 im Tokyo International Forum statt. Es traten 14 Athletinnen aus 14 Ländern an.
Der Wettkampf setzte sich aus den beiden Teildisziplinen Reißen (Snatch) und Stoßen (Clean and Jerk) zusammen. Die Athletinnen traten in zwei Gruppen zuerst im Reißen an, bei dem sie drei Versuche hatten. Gewichtheberinnen ohne gültigen Versuch wären ausgeschieden. Im Stoßen hatte wieder jede Athletin drei Versuche. Die Athletin mit dem höchsten zusammenaddierten Gewicht gewann.

## Titelträger
| Weltmeisterin     | Reißen    | Zhang Wangjong | 099 kg | WM 2019 in Pattaya     |
| Weltmeisterin     | Stoßen    | Liao Qiuyun    | 129 kg | WM 2019 in Pattaya     |
| Weltmeisterin     | Zweikampf | Liao Qiuyun    | 227 kg | WM 2019 in Pattaya     |
| Olympiasiegerin * | Zweikampf | Hsu Shu-ching  | 212 kg | 2016 in Rio de Janeiro |

## Rekorde

### Bestehende Rekorde
| Weltrekord | Reißen    | Li Yajun    | 102 kg | Ashgabat, Turkmenistan | 3. November 2018   |
| Weltrekord | Stoßen    | Liao Qiuyun | 129 kg | Pattaya, Thailand      | 20. September 2019 |
| Weltrekord | Zweikampf | Liao Qiuyun | 227 kg | Pattaya, Thailand      | 20. September 2019 |

Das Gewichtheben der Frauen fand bisher bei keinen Olympischen Sommerspielen in der Gewichtsklasse bis 55 kg statt. Daher gab es vor den Spielen in Tokio noch keine olympischen Rekorde in dieser Klasse. 

### Neue Rekorde
| Olympischer Rekord | Reißen    | Muattar Nabiyeva | 098 kg | Tokio, Japan | 26. Juli 2021 |
| Olympischer Rekord | Stoßen    | Hidilyn Diaz     | 127 kg | Tokio, Japan | 26. Juli 2021 |
| Olympischer Rekord | Zweikampf | Hidilyn Diaz     | 224 kg | Tokio, Japan | 26. Juli 2021 |

## Zeitplan
- Gruppe B: 26. Juli 2021, 13:50 Uhr (Ortszeit)
- Gruppe A: 26. Juli 2021, 19:50 Uhr (Ortszeit)

## Endergebnis
| Rang | Athletin               | Nation            | Gr. | Kgw.  | Reißen (kg) | Reißen (kg) | Reißen (kg) | Reißen (kg) | Stoßen (kg) | Stoßen (kg) | Stoßen (kg) | Stoßen (kg) | Zweikampf |
| Rang | Athletin               | Nation            | Gr. | Kgw.  | 1           | 2           | 3           | Gesamt      | 1           | 2           | 3           | Gesamt      | Zweikampf |
| ---- | ---------------------- | ----------------- | --- | ----- | ----------- | ----------- | ----------- | ----------- | ----------- | ----------- | ----------- | ----------- | --------- |
| 1    | Hidilyn Diaz           | Philippinen       | A   | 54,80 | 94          | 97          | 99          | 97          | 119         | 124         | 127         | 127         | 224       |
| 2    | Liao Qiuyun            | China             | A   | 54,65 | 92          | 95          | 97          | 97          | 118         | 123         | 126         | 126         | 223       |
| 3    | Sülfija Tschinschanlo  | Kasachstan        | A   | 54,95 | 90          | 93          | 93          | 90          | 123         | 123         | 125         | 123         | 213       |
| 4    | Muattar Nabiyeva       | Usbekistan        | A   | 54,95 | 95          | 98          | 98          | 98          | 114         | 114         | 117         | 114         | 212       |
| 5    | Kamila Konotop         | Ukraine           | A   | 54,95 | 91          | 94          | 96          | 94          | 106         | 110         | 112         | 112         | 206       |
| 6    | Kristina Şermetowa     | Turkmenistan      | A   | 54,85 | 90          | 93          | 93          | 90          | 111         | 115         | 117         | 115         | 205       |
| 7    | Ham Eun-ji             | Südkorea          | A   | 54,90 | 85          | 85          | 90          | 85          | 115         | 115         | 116         | 116         | 201       |
| 8    | Nouha Landoulsi        | Tunesien          | A   | 54,85 | 88          | 92          | 92          | 88          | 108         | 113         | 113         | 108         | 196       |
| 9    | Ana López              | Mexiko            | A   | 54,80 | 90          | 94          | 95          | 90          | 105         | 110         | 110         | 105         | 195       |
| 10   | Joanna Łochowska       | Polen             | B   | 54,70 | 81          | 84          | 86          | 84          | 102         | 102         | 106         | 102         | 186       |
| 11   | Kanae Yagi             | Japan             | B   | 54,75 | 78          | 78          | 81          | 81          | 99          | 102         | 106         | 102         | 183       |
| 12   | Rachel Leblanc-Bazinet | Kanada            | B   | 54,90 | 79          | 82          | 85          | 82          | 99          | 102         | 102         | 99          | 181       |
| 13   | Chiang Nien-hsin       | Chinesisch Taipeh | B   | 54,80 | 75          | 78          | 81          | 81          | 95          | 100         | 101         | 95          | 176       |
| 14   | Mary Kini Lifu         | Salomonen         | B   | 54,50 | 64          | 67          | 67          | 67          | 84          | 87          | 90          | 87          | 154       |